# Rosarita Tawil
Pour les articles homonymes, voir Tawil.
Rosarita Tawil, en arabe : روزاريتا طويل, née en 1988 à Beyrouth au Liban, est la Miss Liban 2008,. Elle représente son pays à Miss Monde 2008 à Johannesburg en Afrique du Sud.

## Biographie
Rosarita (prénom emprunté à sa grand-mère) Tawil a fait ses études d'administration des affaires à l'université américaine de Beyrouth.
Un mois après sa nomination de Miss Liban, un ancien élève de son école publie sur internet des photos vieilles de trois ans où la jeune fille pose en bikini, avec ou sans soutien-gorge.